# Charchigné
Charchigné là một xã thuộc tỉnh Mayenne trong vùng Pays de la Loire tây bắc nước Pháp. Xã này nằm ở khu vực có độ cao từ 163-257 mét trên mực nước biển.
Dân số năm 2006 là 472 người. Xã Charchigné có diện tích 14,91 ki-lô-mét vuông.